# Desperados III
Desperados III è un videogioco tattico in tempo reale sviluppato dalla Mimimi Games e pubblicato dalla THQ Nordic. Annunciato nel mese di agosto del 2018, il gioco è uscito il 16 giugno 2020 per Microsoft Windows, PlayStation 4 e Xbox One. A differenza dei primi due Desperados, è assente il doppiaggio in italiano.

## Trama
Pur essendo il terzo titolo della serie, il gioco, ambientato negli anni '70 del 1800 in stati come Colorado, Louisiana e Messico, è il prequel del primo, Desperados: Wanted Dead or Alive, ed esplora le origini di John Cooper, protagonista della serie, qui affiancato da Hector Mendoza, Doc McCoy, Isabelle Moreau e Kate O'Hara.

## Modalità di gioco
In qualità di tattico in tempo reale, come i suoi predecessori, il gioco permette di vestire i panni di cinque personaggi giocabili, ognuno con le proprie armi e abilità, usabili per interagire con l'ambiente ed eliminare i nemici in maniera silenziosa o persino con metodi apparentemente accidentali, o semplicemente stordendoli; nel caso siano storditi o eliminati in maniera poco ortodossa, è necessario nasconderli agli occhi di tutti, soprattutto dalla loro visione, in modo che non scatti un allarme che chiami i rinforzi. Nelle missioni, è possibile capire la visuale dei nemici, il che permette di navigare attraverso la mappa senza metterli in stato d'allerta.
Nel caso sia richiesta la forza bruta, è possibile utilizzare la modalità showdown per fermare il tempo, permettendo al giocatore di coordinare e concatenare le azioni della squadra, che saranno eseguite in simultanea una volta usciti da tale modalità. Giocando alla difficoltà massima, la modalità showdown non permetterà di fermare il tempo.